# Tatort: Ostwärts
Ostwärts ist ein Fernsehfilm der Serie Tatort. Er wurde vom ORF unter der Regie von Oliver Hirschbiegel produziert und am 30. Oktober 1994 zum ersten Mal ausgestrahlt. Oberinspektor Fichtl (Michael Janisch) ermittelt in dieser 298. Tatortfolge seinen 7. Fall als Hauptermittler, nachdem er zuvor bereits Assistent bei den Oberinspektoren Hirth (Kurt Jaggberg) und Pfeifer (Bruno Dallansky). Sein erster Tatort Geld für den Griechen, wurde dabei nur in Österreich ausgestrahlt.

## Handlung
Eine Gruppe polnischer „Touristen“ wird nach Wien gebracht. Die 20 Männer bekommen vom „Reiseleiter“ Slotan Stadtpläne von Wien und Anweisungen, wie sie Autos am effektivsten stehlen können. Die Frauen werden gegen ihren Willen in Bordelle weitervermittelt. Nach drei Tagen soll jeder Mann mit einem entwendeten Auto nach Polen zurückzukehren. Aus Wien verschwinden dadurch tausende Autos ostwärts. Dem Versicherungsdetektiv Leo Koschnik gelingt es zwar, einen Mann, Karol Stykowski, in die Autoschieber-Organisation einzuschleusen, dieser wird aber sehr bald enttarnt und erschossen aufgefunden, seine Ehefrau Maria wird in ein Bordell gebracht und zur Prostitution gezwungen. Die Spur führt Oberinspektor Fichtl und Inspektorin Kern zunächst zu Koschnik und dann nach Warschau, wohin Fichtl mit Inspektor Hollocher unterwegs ist. Die Ermittlungen enden allerdings in einem Chaos. Koschnik ist dagegen erfolgreicher. Er ist unabhängig von Fichtl in Warschau unterwegs und auf der Suche nach den gestohlenen Luxuslimousinen. Er arbeitet dort mit einem polnischen Detektiv zusammen und kommt dabei den Autoschiebern gefährlich nahe. Sie finden heraus, dass sogar ein polnischer Staatssekretär mit in die Automafia verstrickt ist. Als Koschnik mit der polnischen Polizei anrückt, kann sich dieser jedoch in letzter Minute absetzen. In seiner Wohnung können zahlreiche nachgemachte Autoschlüssel sichergestellt werden, die aus Rohlingen direkt von der Autoindustrie hergestellt wurden.
Inspektorin Kern arbeitet allein in Wien weiter, solange Oberinspektor Fichtl im Ausland unterwegs ist. Mithilfe eines Informanten kann Kern unterdessen Maria, der Frau des Ermordeten, ausfindig machen und aus dem Bordell holen. Durch Maria kommt sie dem polnischen Menschenhändler Jovan Plonsky auf die Spur, doch wird sie von dessen Leuten entdeckt und sie bringen sie in ihre Gewalt. Maria kann unbemerkt fliehen und Koschnik informieren, der inzwischen aus Warschau zurück ist und dessen Adresse sie von ihrem Mann bekommen hatte, um im Notfall mit ihm Kontakt aufnehmen zu können. Der Schlüsselmacher der Gangster ist Fichtls Bekannter Fredi Pöckl, er erkennt Inspektorin Kern und ihm gelingt es, unbemerkt von den Gangstern Kerns Handschellen aufzuschließen. Koschik hat mittlerweile die Polizei unterrichtet, als diese die Garage stürmen will, versuchen die Gangster, mit Kern als Geisel zu fliehen, was Pöckl allerdings verhindern kann, so dass Jovan Plonsky und Slotan festgenommen werden können und sich Inspektorin Kern befreien kann. Die Gangster verweigern die Aussage, doch der Autodiebstahlsring kann ausgehoben werden, da die Rohlinge Berger, der Generalimporteur der Autoindustrie für Österreich ist, überführen, in seiner Villa treffen die Beamten ihn zwar nicht an, doch können sie dort seinen Komplizen, den flüchtigen polnischen Staatssekretär, festnehmen, von Berger fehlt jedoch jede Spur. Maria erfährt von Kern, dass Berger der Drahtzieher war, sie kehrt ins Bordell zurück, da sie weiß, dass Berger dieses über eine Strohfrau steuert. Dort nimmt sie seine Waffe an sich und bedroht ihn. Sie fordert ihn auch, sich selbst bei der Polizei zu stellen. Als er sie stattdessen angreift, schießt sie mehrfach auf ihn und tötet ihn. Inspektorin Kern findet am Tatort Marias Ohrring und sucht diese gemeinsam mit Koschnik auf. Sie macht Maria klar, dass sie sie überführt hat, doch übergibt der trauernden Witwe den Ohrring im Tausch gegen die Tatwaffe, die Kern verschwinden lässt. Anschließend lässt Kern Maria gehen.

## Rezeption

### Einschaltquote
Die Erstausstrahlung von Ostwärts am 30. Oktober 1994 wurde in Deutschland von 7,33 Millionen Zuschauern gesehen und erreichte einen Marktanteil von 21,1 Prozent für Das Erste.

### Kritiken
Für die Kritiker der Fernsehzeitschrift TV Spielfilm „[haut] der Film […] in dieselbe Kerbe wie Late-Night-Talker Harald Schmidt: Polen sind bestechlich und stehlen Autos. Soso.“ Sie urteilen verhalten: „Als Satire okay aber die meinen's ernst…“